# Mais (Heraldik)
Der Mais ist in der Heraldik als Pflanze und Frucht eine gemeine Figur oder außerhalb des Wappenschildes als Prachtstück verbreitet. Gewählt wird die Wappenfigur von Gemeinden, die durch den Maisanbau besonders geprägt sind. Allgemein gelten die üblichen Regeln für Pflanzen in der Heraldik.
Die Darstellung der Pflanze erfolgt allgemein der natürlichen Form im Blühzustand in der Tingierung Grün angepasst. Es gibt Wappen mit goldenen Pflanzen. Die Frucht, als Kolben bezeichnet, ist im Wappenschild oder Wappenfeld, aber auch außerhalb des Schildes überwiegend in Gold mit grünem Hüllblattwerk. Allgemein werden ein bis drei Kolben im Wappen gezeigt. Eine höhere Stückzahl ist möglich. Die fruchttragende Pflanze wird mit anderen Getreidepflanzen gerne kombiniert, die Farbgebung der bevorzugten Einzeldarstellung wird beibehalten. Die Anzahl der Kolben je Pflanze ist zu melden. Es ist auch eine Beistellung von anderen Wappenfiguren möglich.

Maiskolben im Wappen von Abos
Maiskolben im Wappen von Codazzi
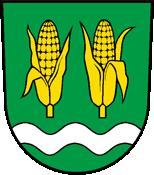
Wappen von Diepoldsau: Zwei aufrechte Kolben, Hüllblätter
Unten ein goldener Maiskolben in zwei goldenen Hüllblättern (Lieschen) im Wappen von Goldelund
Goldener Maiskolben im Wappen von Jusix
Zwei fruchttragende Pflanzen im Wappen von Sincelejo